# Klæbu
Klæbu este o comună din provincia Sør-Trøndelag, Norvegia.